# جائزة بلجيكا الكبرى 2018
جائزة بلجيكا الكبرى 2018 هو سباق فورمولا 1 أقيم بتاريخ 26 أغسطس 2018 في حلبة دي سبا فرانكورشومب، ستافيلو، بلجيكا. كان الثالث عشر من أصل 21 في بطولة العالم لسباقات الفورمولا واحد موسم 2018.

## الترتيب النهائي
|         | الترتيب | السائق         | النقاط |
| ------- | ------- | -------------- | ------ |
|         | 1       | لويس هاملتون   | 231    |
|         | 2       | سباستيان فيتل  | 214    |
|         | 3       | كيمي رايكونن   | 146    |
|         | 4       | فالتيري بوتاس  | 144    |
| 1       | 5       | ماكس فيرستابين | 120    |
| المصدر: |         |                |        |